# Trofeo Luigi Pezzoli
Il Trofeo Luigi Pezzoli è stato un torneo professionistico di tennis giocato su campi in cemento Indoor. Faceva parte dell'ATP Challenger Series. Si è giocata una sola edizione, a Bergamo in Italia.

## Albo d'oro

### Singolare
| Anno | Campione         | Finalista       | Punteggio     |
| ---- | ---------------- | --------------- | ------------- |
| 2006 | Nicolas Devilder | Werner Eschauer | 1–6, 7–5, 6–4 |

### Doppio
| Anno | Campioni                    | Finalisti                         | Punteggio |
| ---- | --------------------------- | --------------------------------- | --------- |
| 2006 | Jan Hájek Jaroslav Pospíšil | Marcelo Charpentier Tomas Tenconi | 6–2, 6–2  |